# Kostel svatého Jiljí (Zbraslav)
Kostel svatého Jiljí je římskokatolický chrám v obci Zbraslav v okrese Brno-venkov. Je chráněn jako kulturní památka České republiky. Je farním kostelem zbraslavské farnosti.

## Historie
Jádro zbraslavského kostela je gotické z 13.–15. století. Jedná se o jednolodní stavbu s hranolovou věží v západním průčelí, v presbytáři a sakristii se nachází zbytky křížové klenby. V průběhu 20. století byl kostel rozsáhle upraven.